# La Maluenga
La Maluenga (Llamaluenga, topónimo patrimonial) es una localidad y pedanía del municipio de Santa Colomba de Somoza, en la comarca de la Maragatería, provincia de León, comunidad autónoma de Castilla y León, España.